# Idaea marginepunctata
Idaea marginepunctata là một loài bướm đêm trong họ Geometridae.